# Anton Winckler

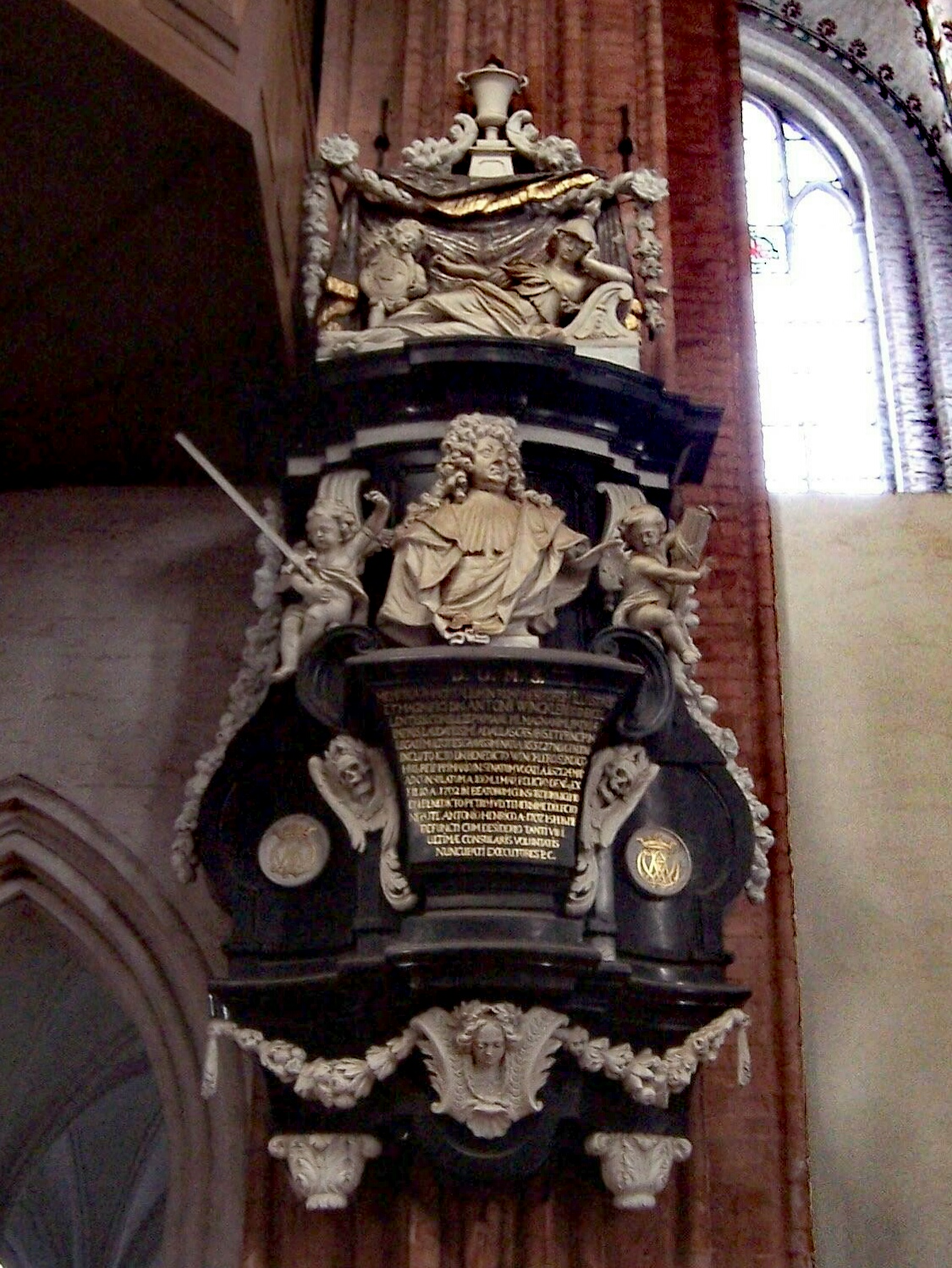
Epitaph für Anton Winckler

Anton Winckler, auch Anton Winkler (* 27. November 1637 in Lübeck; † 15. Februar 1707 ebenda), war ein Jurist und Bürgermeister der Hansestadt Lübeck.

## Leben
Anton Winckler wurde geboren als Sohn des Lübecker Syndikus Benedikt Winkler. Er besuchte 1655–59 die Universitäten von Leipzig und Heidelberg und machte seine Grand Tour nach Frankreich und Italien. Nach Tätigkeiten in Wien sowie beim Reichskammergericht in Speyer promovierte er im Jahr 1669 an der Universität Kiel zum Doktor der Rechte. 1670 war er Begleiter von Cay Rantzau auf einer Frankreich-Reise. Winckler wurde 1670 in Lübeck zum Ratsherrn erwählt. 1677 reiste er als Gesandter der Stadt an den Hof des Heiligen Römischen Reiches, um vom Kaiser einen Schutzbrief zu erlangen, weil die Dänen Lübecker Schiffe arrestiert hatten. 1680 war er als Vertreter der Stadt beim Reichskammergericht in der Auseinandersetzung um die Pfandschaft an der Stadt Mölln, die er drei Jahre später an den Herzog Julius Franz von Sachsen-Lauenburg gemeinsam mit dem Bürgermeister Hieronymus von Dorne zurückgeben musste. Im Rat wurde er 1694 zum Bürgermeister gewählt.
Er wohnte in dem Haus Königstraße 81.
Am 7. Februar 1705 heiratete er Elisabeth, geb. Frese, die Tochter des Kämmers und Ratsherrn in Lübeck Bernhard Frese und Witwe des Schleswiger Superintendenten Sebastian Niemann. Dietrich Buxtehude schuf zu diesem Anlass die Hochzeitskantate O fröhliche Stunden, o herrlicher Tag (BuxWV 120).

## Epitaph
Im Jahr 1705 war er zur Zeit der Renovierung des ursprünglich von dem Bildschnitzer Benedikt Dreyer geschaffenen Orgelprospekts der Lübecker Marienkirche durch den Kirchenmaler Anton Wortmann und den Bildhauer Hans Freese deren Kirchenvorsteher. Im nördlichen Chorumgang von St. Marien befindet sich auch sein Epitaph mit Marmorbüste aus der Werkstatt des flämischen Bildhauers Thomas Quellinus aus dem Jahr 1707.